# لال سینگ چادا
لال سینگ چادا (به انگلیسی: Laal Singh Chaddha) یک فیلم کمدی-درام هندی به کارگردانی ادوایت چاندان با بازی عامر خان محصول سال ۲۰۲۲ که فیلم بازسازی رسمی از فیلم آمریکایی فارست گامپ (۱۹۹۴) محسوب می‌شود.

## داستان
رویدادهای تاریخ هند از طریق دیدگاه لال سینگ چادا، مردی دارای اوتیسم که درک زیادی از احساسات دارد، آشکار می‌شود.

## بازیگران
- عامر خان در نقش لال سینگ چاددا
- کارینا کاپور[۷]
- ویجی ستوپاتی[۸]
- مونا سینگ
- پانکاج تریپاتی
- نگا چایتانیا
- ماناو گویل[۹][۱۰][۱۱]
- شاهرخ خان (حضور افتخاری)

## تولید
فیلم‌برداری اصلی این فیلم از تاریخ ۳۱ اکتبر ۲۰۱۹ در چندی‌گر آغاز شد. این فیلم در ابتدا قرار بود به‌طور رسمی در کریسمس ۲۰۲۰ در هند اکران شود ولی به دلیل شیوع بیماری کرونا ویروس اکران فیلم یک سال به عقب افتاد و در نهایت در تاریخ ۱۱ اوت ۲۰۲۲ اکران سینمایی شود.

## پاسخ انتقادی
در راتن تومیتوز بر اساس ۳۲ نقد این فیلم امتیاز ۶٫۸ از ۱۰ را دارد.

## باکس آفیس
این فیلم تا ۲۲ اوت ۲۰۲۲، این فیلم ۶۶٫۷ کرور روپیه (۸٫۴ میلیون دلار آمریکا) در هند و ۵۹٫۷ کرور روپیه (۷٫۵ میلیون دلار) در خارج از کشور، ۱۲۶٫۴ کرور روپیه (۱۶ میلیون دلار آمریکا) فروخت. این فیلم همچنین با درآمدی بیش از فیلم‌های گانگوبای کاتیاوادی و پرونده‌های کشمیر به پرفروش‌ترین فیلم هندی سال ۲۰۲۲ در باکس آفیس بین‌المللی تبدیل شد.